# Liste von Achterbahnfachbegriffen
Alphabetische Aufstellung der bei Achterbahnen verwendeten Fachbegriffe.
Teilweise werden hier auch Produktbezeichnungen von Achterbahnherstellern mit aufgelistet, wenn sich die Begriffe als allgemeine Bezeichnung durchgesetzt haben oder oft verwechselt werden.
Da es für vieles keine adäquaten deutschsprachigen Begriffe gibt, sind meist englische Ausdrücke gebräuchlich.

## 4
- 4th-Dimension-Coaster – Achterbahn, bei der sich die Sitze um eine Achse quer zur Gleislängsachse drehen. Verläuft das Gleis horizontal, gerade und ohne Kurvenüberhöhung (keine Querneigung), so verläuft diese Drehachse zwischen Wagen und Sitz horizontal.

## A
- Actionfoto – siehe Onridefoto
- Airtime – Auftreten verringerter oder negativer g-Kraft

## B
- Banana Roll – Ein halber Looping mit liegender Richtungswechsel und wieder anschließender halber Looping, sodass eine 180 grad wende entsteht
- Banking – Querneigung der Schiene in (oder bei) Kurven
- Barrel Roll – Eine Langgezogene ähnlich wie der Zero-G-Roll Rolle
- Batwing – Inversion, bestehend aus einem Reverse Sidewinder mit anschließendem Sidewinder; Ein- und Ausfahrt liegen in entgegengesetzter Richtung, sodass eine Richtungsänderung von 180° auftritt
- Beckenbügel – siehe Schoßbügel
- Blackout – Kurzzeitige Bewusstlosigkeit bei einer Fahrt auf Grund hoher g-Kräfte
- Boomerang – Weit verbreitetes Achterbahnmodell von Vekoma oder ein Fahrelement, siehe Cobra-Roll
- Block Brake – Ein Blocksystem, in dem der Zug erstmal an einem bestimmten Punkt zu stehen kommt, so lange bis der Abschnitt der strecke oder bis zum nächsten Block Brake frei wird
- Bowtie – Inversion wie Batwing; Ein- und Ausfahrt liegen allerdings in gleicher Richtung, sodass keine Richtungsänderung auftritt
- Bunnyhop – (engl. für „Kaninchensprung“) kleiner parabelförmiger Hügel, bei dessen Überfahrt verringerte oder negative g-Kräfte (Airtime) auftreten

## C
- Camelback – (engl. für „Kamelrücken“) großer parabelförmiger Hügel, bei dessen Überfahrt verringerte oder negative g-Kräfte (Airtime) auftreten
- Catchcar/Caddy – Mitnehmer, der den Zug mittels Seilzug entweder den Lifthill hochzieht oder auf einer Horizontalen beschleunigt
- Cobra-Roll – Inversion, bestehend aus einem Sidewinder mit anschließendem Reverse Sidewinder; Ein- und Ausfahrt liegen in entgegengesetzter Richtung, sodass eine Richtungsänderung von 180° auftritt
- Corkscrew – siehe Korkenzieher

## D
- Dive-Loop – Inversion, bestehend aus einer halben Rolle mit anschließendem halben Looping
- Dive Coaster – Achterbahn mit freiem Fall
- Diving Machine – siehe Dive Coaster
- Duelling-Achterbahn – Achterbahn mit zwei weitgehend nicht parallel verlaufenden Fahrspuren, bei der sich die beiden Züge ein Wettrennen liefern

## E
- Ejector Airtime – Airtime mit stärkeren negativen g-Kräften
- ERT / ERS – „Extra Ride Time / Session“, Bezeichnung für einen Zeitraum, in dem die Bahn nur für ausgewählte Personen zur Verfügung steht
- Euro-Fighter – Achterbahnmodell des Herstellers Gerstlauer Amusement Rides mit einem Winkel der ersten Abfahrt von über 90°; als Beispiel siehe Typhoon

## F
- Familienachterbahn – Achterbahn die hauptsächlich für Familien mit kleineren Kindern ausgelegt ist, in der Regel ohne Überschlagselemente und mit mäßigen Beschleunigungskräften
- First Drop – Erste Abfahrt bei einer Achterbahn
- Floating Airtime – Airtime mit g-Kräften um die 0g
- Floorless Coaster – Achterbahn, bei der die Züge auf der Schiene fahren, die Beine aber frei in der Luft hängen
- Flying Coaster – Achterbahn, bei der sich der Fahrgast in liegender Position befindet
- Footchopper – (engl. für „Fußabhacker“) Element unter der Strecke, das den Füßen der Fahrgäste sehr nahe kommt
- Friction-Wheels – Reibräder zum Transport der Wagen

## G
- g-Kraft – Kräfte die beim Beschleunigen auf einen Körper wirken
- Giga-Coaster – Produktbezeichnung der Firma Intamin für Achterbahnen mit einer Höhe von mehr als 92 Meter (300 Fuß)

## H
- Hängeachterbahn – siehe Suspended Coaster, gelegentlich auch als deutscher Begriff für Inverted Coaster verwendet
- Headchopper – (engl. für „Kopfabhacker“) Element über der Strecke, das den Köpfen der Fahrgäste sehr nahe kommt
- Heartline-Roll – Inversion, bei der die Fahrgäste um die Herzlinie gedreht werden
- Helix – Element, das aus einer unterschiedlich langen Aufwärts- oder Abwärtskurve mit 270° Kurvenwinkel oder mehr besteht
- Herzlinie – Drehung der Schiene nicht um den Schienenmittelpunkt, sondern in etwa der Höhe der Herzen
- Holzachterbahn – Achterbahn, deren Schienen und häufig auch Struktur aus Holz bestehen
- Horseshoe – Element, das einem Hufeisen ähnelt
- Hydraulic Launch – Abschusstechnik, bei der Hydraulik zum Einsatz kommt
- Hyper Coaster – Achterbahn mit großer Höhe, meist mehr als 60 Meter (200 Fuß)

## I
- Immelmann – Inversion, bestehend aus einem halben Looping mit anschließender halber Rolle
- Immelmann-Turn – senkrechtstehende, ungeneigte 180-Grad-Kurve
- Inclined Loop – Looping, der zur Seite gekippt ist
- Inline-Twist – Rolle um die Schiene
- Inversion – Überschlagselement
- Inverted Coaster – Achterbahn, bei der Zug unter der Schiene hängt und die Beine im Freien sind
- Inside-Top Hat – siehe Top Hat

## K
- Kiddie-Coaster / Kinderachterbahn – Achterbahn, die auch jüngere Kinder allein fahren können, meist kleine Anlagen, bei denen nur geringe Beschleunigungskräfte auftreten
- Korkenzieher – Inversion, bei der die Schiene wie ein Korkenzieher gedreht ist

## L
- Lap Bar – Schoßbügel
- Launched Coaster – Achterbahn mit Abschuss
- Layout – Design der Streckenführung
- Lifthill – Aufzugshügel
- LIM/LSM – Linearer Induktions Motor / Linearer Synchron Motor, Antriebsart bei Achterbahnen
- Looping – Inversion, die einen vertikal stehenden Kreis oder Tropfen nachbildet

## M
- Mauskurve – enge Kurve ohne Querneigung
- Mega Coaster – Achterbahn, zwischen 50 und 70 m hoch, ursprünglich Produktbezeichnung der Firmen Intamin und Bolliger & Mabillard, wurde auch für andere große Anlagen als Bezeichnung übernommen
- Mine Train Coaster – siehe Minenachterbahn
- Minenachterbahn – Achterbahntyp mit Thematisierung als Bergwerk, oft in Verbindung mit Thema „Wilder Westen“
- Möbius-Achterbahn – Achtebahndoppelanlage mit nur einer Fahrstrecke die einem Möbiusband gleicht

## O
- Offridevideo – Videoaufnahme aus der Sicht von Außenstehenden
- Onridefoto – auch „Actionfoto“ – Foto-Aufnahme der Mitfahrer eines Fahrgeschäfts während der Fahrt, kann meist käuflich erworben werden
- Onridevideo – Videoaufnahme aus der Sicht des Fahrers oder Videoaufnahme des Mitfahrers während der Fahrt
- O(T)SR – Abkürzung für „Over (The) Shoulder Restraint“; siehe Schulterbügel
- Out & Back – Streckenführung bei Achterbahnen, die ohne große Windungen auskommt
- Overbanked Turn – Kurve, mit einer Querneigung von über 90°

## P
- Powered Coaster – Achterbahn, bei der der Zug einen eingebauten Antrieb hat
- Predrop – Kleine Abfahrt vor dem eigentlichen First Drop
- Pretzel-Loop – Inversion in Form einer Brezel, häufig bei Flying Coaster
- Pretzel-Knot – Batwing, bei dem sich die Ein- und Ausfahrtsschienen kreuzen

## R
- Racing-Achterbahn – Anlage bei denen sich die Fahrzeuge auf mehreren Spuren ein Rennen liefern
- Reverse Freefall Coaster – Achterbahnmodell des Herstellers Intamin, als Beispiel siehe Superman: Escape from Krypton
- Reverse Sidewinder – Inversion, bestehend aus einem halben Korkenzieher mit anschließendem halben Looping
- Ride Operator – Bedienpersonal einer Achterbahn
- Rocket Coaster – Bezeichnung eines Typs, dessen Zug horizontal hydraulisch beschleunigt wird, siehe Launched Coaster
- Roll-Over – Looping, bei dem an der Spitze eine komplette Rolle eingeschoben ist
- Rollback – Rückrollen des Zuges
- Rolle – Inversion, bei der der Zug um eine imaginäre Achse, die horizontal und in Fahrtrichtung ausgerichtet ist, gedreht wird
- Rückrollsicherung – Verhindert das unbeabsichtigte Zurückrollen des Zuges bei Ausfall des Liftantriebs

## S
- Schoßbügel – Rückhaltesystem, das den Schoßbereich sichert und dem Oberkörper weitestgehend Bewegungsfreiheit ermöglicht
- Schulterbügel – Rückhaltesystem in Form von U-förmigen Bügeln, die den Oberkörper sichern
- Sea-Serpent-Roll – Inversion wie Cobra Roll; Ein- und Ausfahrt liegen allerdings in gleicher Richtung, sodass keine Richtungsänderung auftritt
- Shuttle Coaster – Achterbahn, die keinen geschlossenen Streckenverlauf hat
- Shuttle Loop – Achterbahnmodell des Herstellers Schwarzkopf GmbH, als Beispiel siehe Turbine
- Sidefriction-Wheels – Räder am Achterbahnfahrwerk, die seitlich innen oder außen an die Schiene greifen und ein seitliches Entgleisen verhindern
- Sidewinder – Inversion, bestehend aus einem halben Looping mit anschließendem halben Korkenzieher
- Spinning Coaster – Achterbahn, bei der sich die Wagen um die eigene Achse drehen
- Stahlachterbahn – Achterbahn, deren Schienen aus Stahl bestehen
- Stand-Up Coaster – Achterbahn, bei der die Fahrgäste während der Fahrt stehen
- Steelcoaster – siehe Stahlachterbahn
- Stratacoaster – Bezeichnung für eine über 120 m hohe Achterbahn
- Suspended Coaster – Achterbahn, bei der die Wagen unter der Schiene fahren und seitlich ausschwingen können
- Suspended Looping Coaster – Inverted Coaster Achterbahnmodell von Vekoma

## T
- Top-Hat – Hügel mit senkrechtem Anstieg und Abfall
- Transfer Track – Schienenteil, der sich verschieben lässt; hauptsächlich um Züge vom Abstellgleis auf die Strecke zu bringen
- Trimbrake – Bremse auf der Strecke, um die Geschwindigkeit des Zuges leicht zu reduzieren
- Trommellift – Lifthill, bei dem der Zug von einem zentralen drehenden Mitnehmer auf einer Helix nach oben befördert wird

## U
- Underfriction-Wheels / Upstop-Wheels – Räder am Achterbahnfahrwerk, die von unten an die Schiene greifen und ein Abheben verhindern

## W
- Water Coaster – Wasserachterbahn
- Wilde Maus – Achterbahn mit einzelnen Wagen und ohne Querneigung der Schiene
- Wooden Coaster – siehe Holzachterbahn

## Z
- Zero-G-Roll – Rolle, bei der der Fahrer Schwerelosigkeit erlebt